# Фламенгу
«Фламенгу» (порт. Clube de Regatas Flamengo, [flɐˈmẽgu]) — бразильський футбольний клуб з міста Ріо-де-Жанейро. Найпопулярніший клуб у Бразилії з 35 мільйонами прихильників, посідає 9-е місце у списку найкращих футбольних клубів XX століття за версією ФІФА.

## Історія
Був заснований 17 листопада 1895 року (хоча клуб святкує своє заснування 15 листопада, що також є бразильським національним святом) як клуб з веслування. «Фламенгу» тільки почав займатись футболом, коли група незадоволених гравців з «Флуміненсе» пішли з клубу після суперечки з правлінням, і футбольна команда офіційно була створена 24 грудня 1911 року.
Перший офіційний матч був зіграний 3 травня 1912 року. Перше дербі Fla-Flu (який в стане одним з найвідоміших футбольних дербі у світі), також зіграно у цьому році, 7 липня, і закінчилось перемогою «Флуміненсе» 3-2.
«Фламенгу» є одним із трьох клубів, що ніколи не залишали Серію A, інші — «Сантус» і «Сан-Паулу».
Їх найбільші суперники — три інші топ-клуби з Ріо-де-Жанейро: «Флуміненсе», «Ботафогу» і «Васко да Гама». В даний час, «Васко да Гама» вважається найбільшим суперником, але інтенсивність суперництва у футболі в Ріо змінювалося протягом багатьох поколінь: протягом 1960-х років, наприклад, прихильники «Фламенгу» вважали «Ботафогу» суперником клубу, хоча найбільше суперництво історично склалося з «Флуміненсе», беручи початок з запровадження футболу в клубі, в 1912 році.

## Досягнення
- Чемпіон Бразилії: (7)

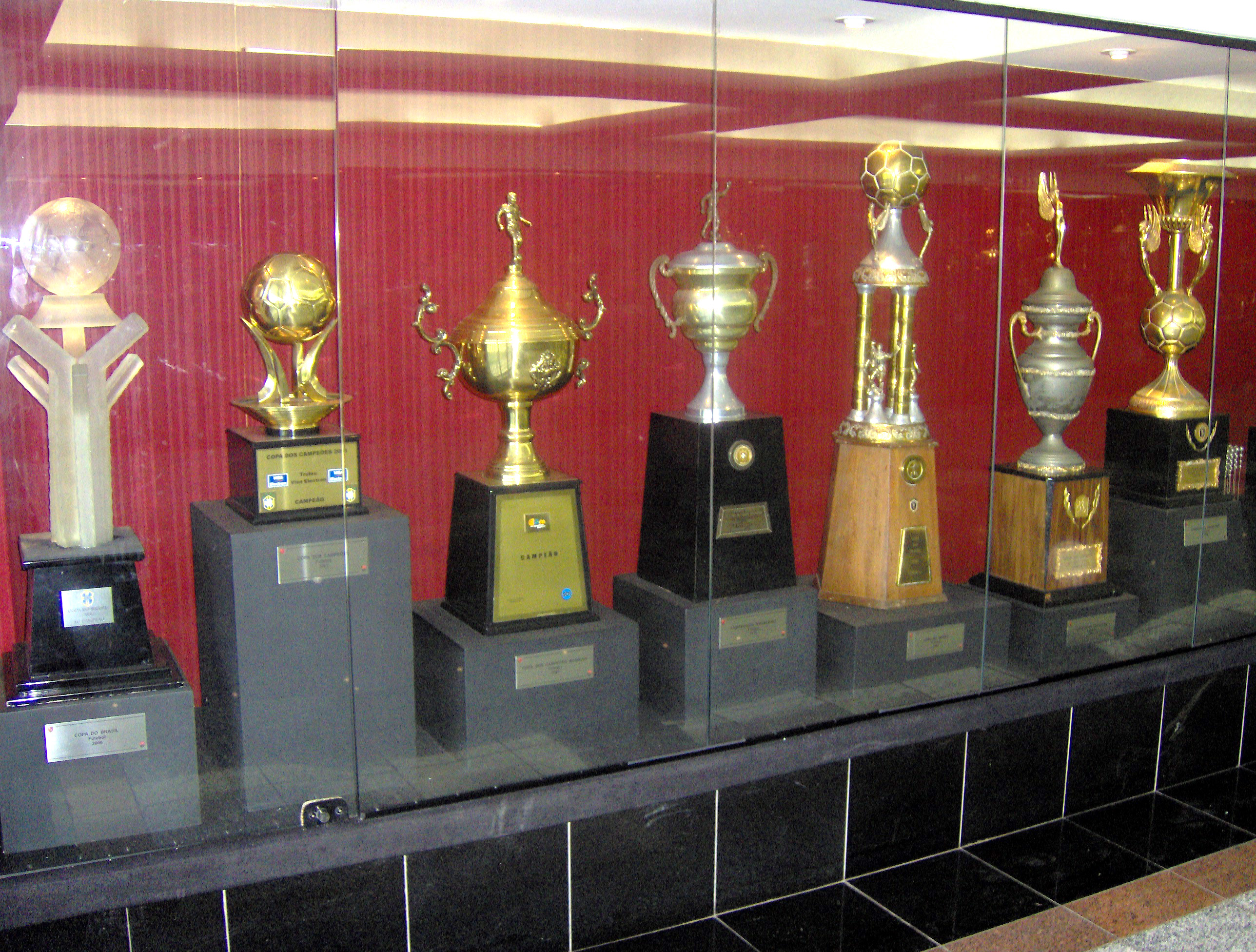
Трофеї у музеї «Фламенгу»

1980, 1982, 1983, 1992, 2009, 2019, 2020
- Володар Кубка Бразилії: (5)

1990, 2006, 2013, 2022, 2024
- Володар Суперкубка Бразилії: (3)

2020, 2021, 2025
- Чемпіон штату Ріо-де-Жанейро: (38, рекорд)

1914, 1915 (непереможні), 1920 (непереможні), 1921, 1925, 1927, 1939, 1942–1944, 1953–1955, 1963, 1965, 1972, 1974, 1978, 1979 (непереможні), 1979 (спеціальний чемпіонат), 1981, 1986, 1991, 1996 (непереможні), 1999–2001, 2004, 2007, 2008, 2009, 2011 (непереможні), 2014, 2017, 2019, 2020, 2021, 2024
- Володар Кубка Лібертадорес: (3)

1981, 2019, 2022
- Володар Рекопи Південної Америки: (1)

2020
- Володар Кубка Меркосур: (1)

1999
- Володар Міжконтинентального кубка: (1)

1981

## Відомі гравці
- Леонідас
- Зіко
- Бебето
- Адріано
- Маріо Загалло (також був тренером)
- Деян Петкович
- Ромаріу
- Рональдінью

## Інші види спорту
«Фламенгу» працює в декількох олімпійських видах спорту:
- Художня гімнастика
- Атлетика
- Баскетбол
- Дзюдо
- Плавання
- Волейбол
- Водне поло